# Eriopus haitensis
Eriopus haitensis là một loài Rêu trong họ Hookeriaceae. Loài này được H.A. Crum & Steere mô tả khoa học đầu tiên năm 1958.